# Leopoldo Navarro
Leopoldo Navarro Bermúdez (Managua, 22 de octubre de 1917-25 de octubre de 2014) fue un político nicaragüense. Asumió como vicepresidente de Nicaragua en la administración de Arnoldo Alemán.

## Biografía
Nació en Managua, el 22 de octubre de 1917 de J. González Duarte y Dolores Bermúdez Duarte. Realizó estudios de educación primaria y secundaria en Costa Rica. Era médico y cirujano de profesión. Se desempeñó como jefe de departamentos de patología en hospitales de diversas regiones de Nicaragua.
En 1968, se unió al movimiento constitucional liberal. Luego se unió al Partido Liberal Constitucionalista en 1981. Fue elegido diputado de la Asamblea Nacional de Nicaragua por el PLC, y sirvió de 1997 a 2001. En 2000, fue elegido como vicepresidente de la Asamblea Nacional. En 2000, Alemán lo nombró Vicepresidente de Nicaragua y sirvió hasta 2002.
Hizo carrera legislativa en el PARLACEN. Buscó con éxito la asamblea nacional después de retirarse del PARLACEN y fue diputado de 2007 a 2012.

## Fallecimiento
Falleció en Managua, el 25 de octubre de 2014 a los 97 años de edad.